# Gloria Patri

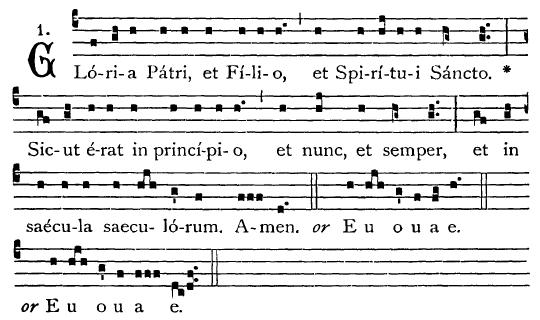
Григоріанський спів Gloria Patri

Gloria Patri — католицька молитва, доксологія, звернена до Пресвятої Трійці.

## Текст і переклад
| Gloria Patri, et Filio, et Spiritui Sancto. Sicut erat in principio, et nunc, et semper, et in saecula saeculorum. Amen |
| Слава Отцю, і Сину, і Святому Духові.Як було на початку, і нині, і повсякчас, і на віки віків. Амінь |